# Referendum in Pakistan del 2002
Il referendum in Pakistan del 2002 si svolse il 30 aprile 2002 per consentire a Pervez Musharraf di rimanere presidente per cinque anni. La proposta venne approvata dal 97,97% dei votanti. Il referendum fu boicottato dall'opposizione perché lo riteneva incostituzionale. Secondo i dati ufficiali l'affluenza alle urne fu del 56,1%, mentre l'opposizione affermò che era compresa tra il 5% e il 7%. La consultazione venne criticata per essere "viziata da gravi irregolarità" dalla Commissione per i diritti umani del Pakistan.

## Contesto

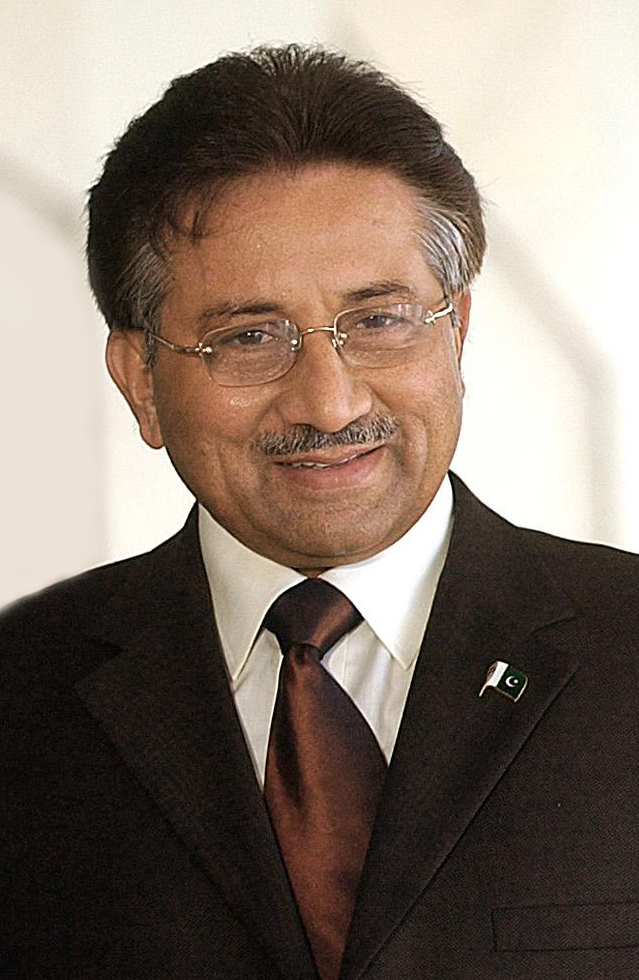
Pervez Musharraf

Il generale Pervez Musharraf salì al potere con un colpo di stato militare il 12 ottobre 1999, deponendo il primo ministro Nawaz Sharif. Inizialmente si definì come "capo dell'esecutivo", per mantenersi fedele l'esercito ed evitare ulteriori disordini nel Paese. Nel maggio 2000 la Corte Suprema impose di tenere nuove elezioni entro l'11 ottobre 2002. Tuttavia, nel giugno 2001 il presidente Muhammad Rafiq Tarar  si dimise dall'incarico di Presidente della Repubblica, cosicché Pervez Musharraf assunse lui stesso la carica presidenziale, decidendo di convocare un referendum per legittimare il suo mandato, conformemente alle leggi democratiche; peraltro, la Costituzione del Pakistan non conteneva alcun riferimento all'elezione dei presidenti tramite referendum.
Il referendum fu visto da molti come una farsa o fissato. Il Partito Popolare Pakistano e la Lega Musulmana del Pakistan formarono un un'alleanza di 15 partiti con l'obiettivo di protestare pacificamente contro il referendum, definendo inappropriata la decisione di Musharraf di indire un referendum ed esortando i cittadini a boicottare il voto. In risposta, l'età per votare venne abbassata da 21 a 18 anni e il numero dei seggi elettorali fu aumentato in modo significativo, mentre non era necessaria la carta d'identità per esprimere il voto.

## Risultati
| Scelta                                  | voti       | %     |
| --------------------------------------- | ---------- | ----- |
| Sì                                      | 42.804.000 | 97,97 |
| No                                      | 883.676    | 2,03  |
| Schede bianche/nulle                    | 282.676    | –     |
| Totale                                  | 43.970.352 | 100   |
| Elettori registrati/affluenza alle urne | 78.300.000 | 56,10 |
| Fonte: Democrazia Diretta               |            |       |